# Вся жизнь впереди (роман)
«Вся жизнь впереди́» (фр. La vie devant soi) — роман Ромена Гари, опубликованный под псевдонимом Эмиль Ажар и принёсший ему вторую Гонкуровскую премию. В центре повествования — арабский мальчик-сирота Мухаммед (Момо), воспитывающийся в домашнем приюте старой еврейки мадам Розы.

## Сюжет
Десятилетний Мухаммед, которого все зовут Момо, живёт в парижском районе Бельвиль у мадам Розы, старой еврейки, пережившей Аушвиц. В приют его отдал отец много лет назад. Он не единственный ребёнок в приюте. Матери большинства детей, которых воспитывает Роза, — проститутки, которые платят за содержание своих детей в приюте. Момо пробивается в жизни, как может. И когда мадам Розе становится с возрастом всё хуже, именно Момо будет помогать ей выживать, а затем стоять у изголовья её кровати во время её кончины.

## Издание
Книга вышла в 1975 году в Париже, ISBN 207028929X.

## Экранизации
Роман был экранизирован в 1977 и 2020 году.